# Bohtan

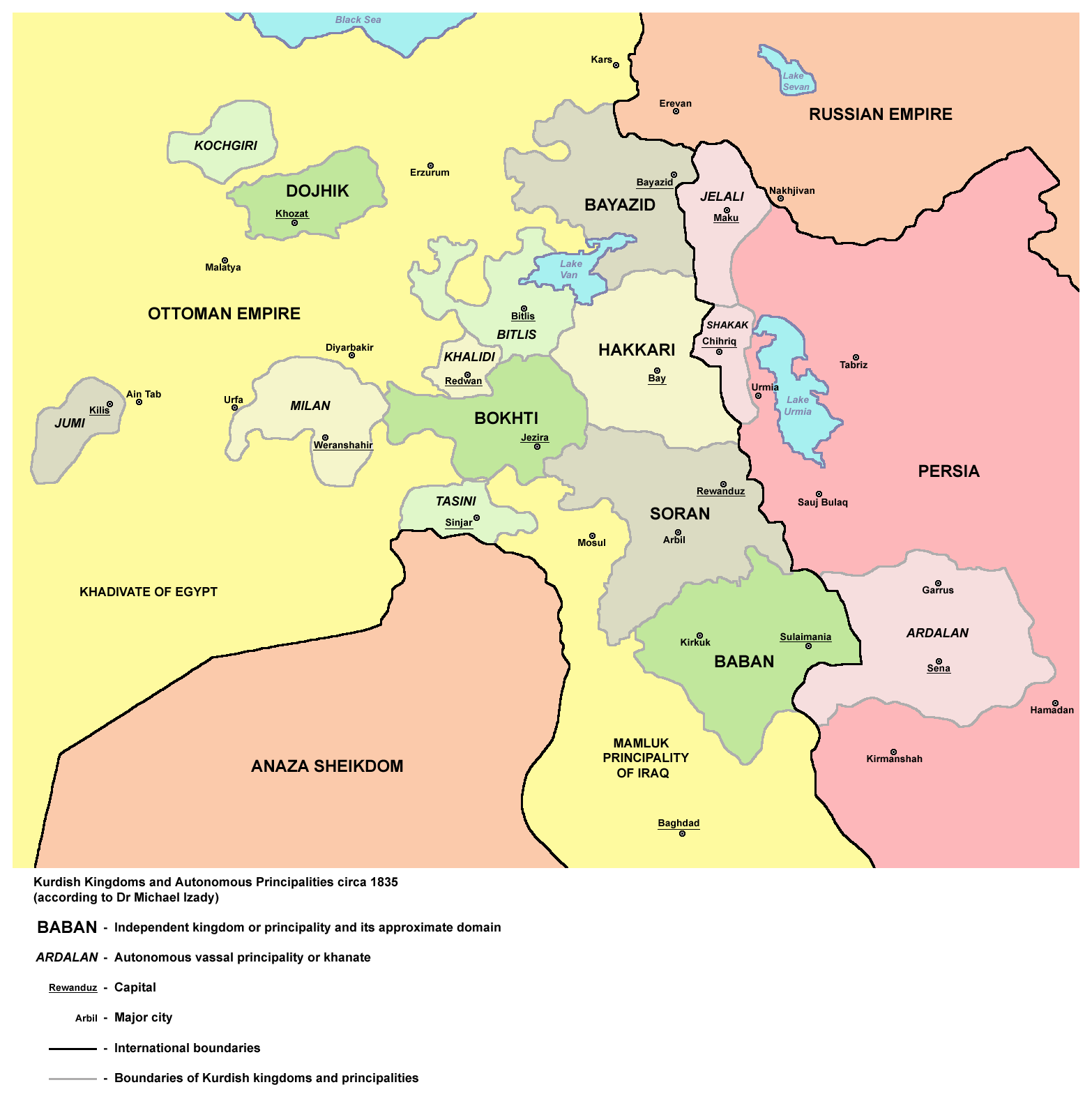
Principado de Bohtan en 1835.

Bohtan también Buhtan, Bokhti, (en kurdo : میرنشینی بۆتان) fue un principado kurdo medieval en el Imperio otomano, centrado en la ciudad de Jazirah ibn 'Omar (moderna Cizre también conocida como Cizîra Botan (Jazira Botan) en el sureste de Anatolia. Los bohtanis eran una rama antigua y prominente de los kurdos que se creían descendientes de Jálid ibn al-Walid. El yazidismo se convirtió en la religión oficial de Jazira en el siglo XIV.
Según William Francis Ainsworth, el país limitaba al sur con el valle de Zakhu y el distrito de Badinan, al este con los distritos de Berrawi y Hakkari y al oeste con el Tigris.